# ایرپلی پاپ

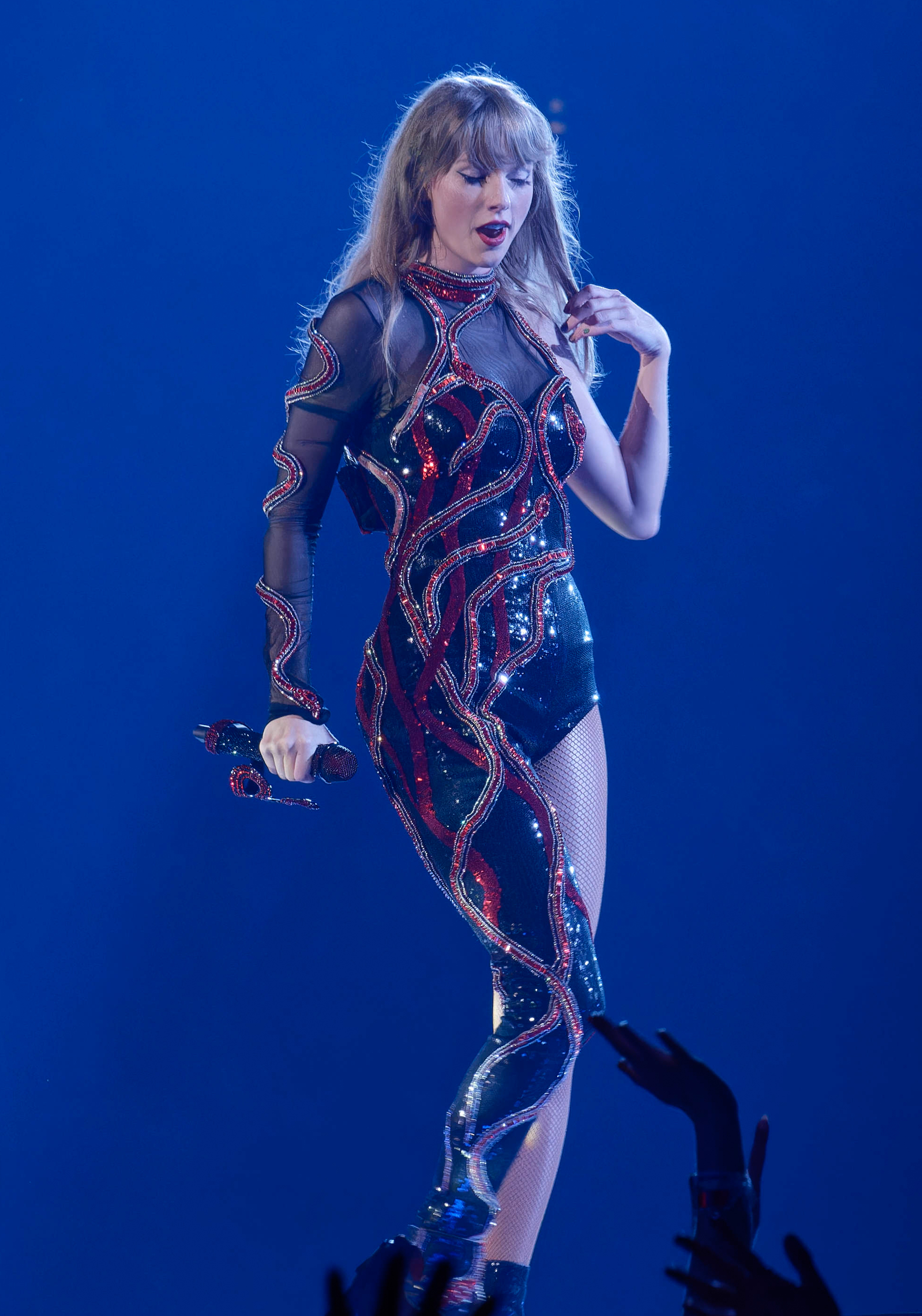
تور Eras تیلور سویفت - آرلینگتون، تگزاس تیلور سویفت، خواننده و ترانه‌سرای آمریکایی، در تور Eras در آرلینگتون، تگزاس، ۲ آوریل ۲۰۲۳

ایرپلی پاپ (انگلیسی: Pop Airplay) (که با نام‌های ۴۰ آهنگ برتر جاری اصلی (انگلیسی: Mainstream Top 40)، پاپ سانگز (انگلیسی: Pop Songs) و ۴۰ آهنگ برتر/سی‌اچ‌آر (انگلیسی: Top 40/CHR) نیز شناخته می‌شود)، یک جدول موسیقی متشکل از ۴۰ ترانه است که هر هفته توسط مجلهٔ بیلبورد در ایالات متحده منتشر می‌شود و محبوب‌ترین ترانه‌های موسیقی پاپ را که در پانل ۴۰ ایستگاه رادیویی برتر پخش می‌شوند، رتبه‌بندی می‌کند. این رتبه‌بندی بر پایهٔ شناسایی ایرپلی ترانه در رادیو توسط سامانه‌های دادهٔ پخش نیلسن (نیلسن بی‌دی‌اس)، یکی از شرکت‌های تابعهٔ شرکت تحقیقات بازاریابی پیشرو ایالات متحده، اندازه‌گیری می‌شود.
ترانهٔ شماره‌یک کنونی این جدول،در جدول منتشر شده به تاریخ ۳ سپتامبر ۲۰۲۲، قطعهٔ «سانروف» اثر نیکی یور و دیزی است.
تاریخچه
این جدول برای اولین بار در مجله بیلبورد در تاریخ ۳ اکتبر ۱۹۹۲ با معرفی دو جدول پخش ۴۰ آهنگ برتر، یعنی Mainstream و Rhythm-Crossover، منتشر شد. هر دو جدول ۴۰ آهنگ برتر، "پخش واقعی نظارت شده" را از داده‌های جمع‌آوری شده توسط Broadcast Data Systems (BDS) (سیستم‌های داده‌های پخش (که با نام‌های Nielsen BDS، BDS یا Luminate BDS نیز شناخته می‌شود) سرویسی بود که پخش آهنگ‌های رادیویی، تلویزیونی و اینترنتی را ردیابی می‌کرد. این سرویس که واحدی از MRC Data است، در کنار داده‌های فروش و پخش از Soundscan، نقشی مؤثر در جدول‌های آمریکای شمالی منتشر شده توسط مجله Billboard (که متعلق به شرکت است)، از جمله Billboard Hot 100 و Canadian Hot 100 دارد) اندازه‌گیری کردند. جدول ۴۰ آهنگ برتر/Mainstream از پخش ایستگاه‌های رادیویی که طیف گسترده‌ای از موسیقی را پخش می‌کردند، جمع‌آوری شده بود، در حالی که نمودار ۴۰ آهنگ برتر/Rhythm-Crossover از پخش ایستگاه‌هایی که بیشتر موسیقی رقص و RB پخش می‌کردند، تهیه شده بود. هر دو جدول به عنوان محصول فناوری نظارت الکترونیکی BDS که در آن زمان جدید بود، شناخته شدند و روشی عینی‌تر و دقیق‌تر برای اندازه‌گیری پخش ایستگاه‌های رادیویی ارائه کردند. این داده‌ها همچنین به عنوان مؤلفه‌ای برای جدول‌بندی‌های Hot 100 استفاده شدند. برنامه‌ی «۴۰ آهنگ برتر آمریکا» با حضور شادو استیونز از ژانویه ۱۹۹۳ تا ژانویه ۱۹۹۵ از این جدول برای برنامه‌ی خود استفاده کرد«».
جدول «۴۰ آهنگ برتر/جریان اصلی» از اولین انتشارش در اکتبر ۱۹۹۲ تا مه ۱۹۹۵ در نسخه چاپی بیلبورد منتشر می‌شد، زمانی که هر دو جدول ۴۰ آهنگ برتر به طور انحصاری به Airplay Monitor، یک نشریه‌ی ثانویه توسط بیلبورد، منتقل شدند. آن‌ها در شماره ۲ آگوست ۲۰۰۳ به نسخه چاپی بازگشتند. اولین آهنگ شماره یک در این جدول «End of the Road» از گروه Boyz II Men بود.
معیارهای نمودار
این نمودار شامل چهل جایگاه است و آهنگ‌ها بر اساس تعداد کل چرخش‌هایشان در یک هفته رتبه‌بندی می‌شوند. این رتبه‌بندی با نظارت الکترونیکی بر ۴۰ ایستگاه رادیویی برتر جریان اصلی در سراسر ایالات متحده، به صورت ۲۴ ساعته و هفت روز هفته، توسط سیستم‌های داده‌های پخش نیلسن محاسبه می‌شود.
آهنگ‌هایی که بیشترین رشد را تجربه می‌کنند، یک "گلوله" دریافت می‌کنند. همچنین آهنگ‌هایی وجود دارند که اگر کاهش تشخیص‌ها از درصد زمان خاموشی یک ایستگاه تحت نظارت تجاوز نکند، نیز گلوله دریافت می‌کنند. جوایز ایرپلی پاپ به آهنگ‌هایی اعطا می‌شود که برای اولین بار در ۲۰ رتبه برتر هر دو نمودار پخش هوایی و مخاطبان ظاهر می‌شوند. همچنین جایزه "بزرگترین سود" به آهنگی با بیشترین افزایش تشخیص‌ها تعلق می‌گیرد. اگر یک آهنگ در هفته اول خود شش چرخش یا بیشتر داشته باشد، یک "اضافه شدن ایرپلی پاپ" دریافت می‌کند. در صورتی که دو آهنگ در یک هفته از نظر چرخش‌ها برابر باشند، آهنگی که بیشترین افزایش را در آن هفته داشته باشد، رتبه بالاتری کسب می‌کند.
از زمان معرفی این نمودار تا سال ۲۰۰۵، آهنگ‌های زیر رتبه ۲۰ پس از ۲۶ هفته حضور در نمودار به آهنگ‌های تکراری منتقل می‌شدند. اما از هفته اول جدول در ۳ دسامبر ۲۰۰۵، این زمان به ۲۰ هفته کاهش یافت. همچنین از ۴ دسامبر ۲۰۱۰، آهنگ‌های زیر رتبه ۱۵ پس از ۲۰ هفته حضور در جدول به رتبه تکرارشونده منتقل شدند.
در حالی که نمودارهای پخش پاپ و پخش پاپ ۱۰۰ هر دو پخش آهنگ‌های پخش‌شده در ایستگاه‌های اصلی موسیقی پاپ را اندازه‌گیری می‌کردند، پخش پاپ ۱۰۰ (مانند پخش داغ ۱۰۰) پخش را بر اساس تعداد کل شناسایی‌ها اندازه‌گیری می‌کرد، در حالی که نمودار ۴۰ آهنگ برتر اصلی از تعداد کل چرخش‌ها استفاده می‌کرد«»

دستاوردهای دیگر هنرمندان
- لیدی گاگا تنها هنرمند موسیقی در تاریخ است که شش تک‌آهنگ اولش همگی به رتبه اول این جدول رسیده‌اند.
- لیدی گاگا تنها هنرمندی است که شش تک‌آهنگ اولش به رتبه اول رسیده‌اند[۴].
- جوجو با آهنگ "Leave (Get Out)" به جوان‌ترین (13) هنرمند تک‌آهنگ شماره یک در جدول تبدیل شد[۵].
- ریحانا جوان‌ترین (22) هنرمندی است که حداقل هفت تک‌آهنگ شماره 1 در جدول را به دست آورده است[۶].
- جاستین بیبر با آهنگ "Intentions" (با حضور Quavo) به جوان‌ترین (26) هنرمند مرد تبدیل شد که حداقل هفت تک‌آهنگ شماره 1 در جدول را به دست آورده است[۶].
- کیت بوش رکورد قدیمی‌ترین آهنگی را که تاکنون در جدول 40 آهنگ برتر جریان اصلی قرار گرفته است، با آهنگ "Running Up That Hill" شکست، که در ابتدا در سال 1985 منتشر شد. این آهنگ پس از استفاده در فصل چهارم سریال Stranger Things در سال 2022 به جدول راه یافت. رکورددار قبلی گروه Empire of the Sun بود که آهنگ «Walking on a Dream» از آنها که در ابتدا در سال ۲۰۰۸ منتشر شده بود، پس از استفاده در تبلیغ هوندا، در سال ۲۰۱۶ وارد جدول‌ها شد.